# Tåg till himlen
Tåg till himlen è un film del 1990 diretto da Torgny Anderberg.
È un film drammatico svedese e ecuadoregno con Hugo Álvarez, Boris Arizaga, Eddy Castro e James Coburn.

## Produzione
Basato sul romanzo per ragazzi Tåg till himlen, è ambientato a Guayaquil in Ecuador. Il film, diretto e sceneggiato da Torgny Anderberg, fu prodotto da Anders Birkeland e Hans Lönnerheden per la Cinematica Ecuador, la Condor Films, la Exat Film e la Filmstallet.

## Distribuzione
Il film fu distribuito in Svezia dal 6 aprile 1990 dallo Svenska Filminstitutet. Altre distribuzioni: in Germania Ovest il 16 febbraio 1989 (Festival internazionale del cinema di Berlino), negli Stati Uniti (Train to Heaven) e in Ungheria (Utazás a mennyországba).

## Promozione
La tagline è "Om en pojkes spaennande resa i Anderna".